# Gruppo di NGC 1167
Il Gruppo di NGC 1167 comprende almeno sei galassie situate nella costellazione di Perseo.
La distanza media tra il centro di massa di questo gruppo e la nostra Via Lattea è di circa 229 milioni di anni luce (70,3 Mpc).

## Membri
Le galassie componenti il gruppo, nell'ordine indicato nell'articolo di Garcia del 1993, sono elencate nella tabella sottostante. 
A queste cinque galassie si può aggiungere UGC 2446, in quanto essa forma una coppia di galassie con NGC 1153.
| Nome     | Classificazione | Tipo                   | RA (J2000.0)  | DEC (J2000.0) | Velocità radiale (km/s) | Magnitudine apparente | Distanza (Mpc) | Dimensioni (kal) |
| -------- | --------------- | ---------------------- | ------------- | ------------- | ----------------------- | --------------------- | -------------- | ---------------- |
| NGC 1167 | SA0-            | Lenticolare            | 03h 01m 42.4s | 35° 12′ 21″   | 4955 ± 5                | 12,4                  | 70,3 ± 4,9     | 224              |
| UGC 2435 | SA(s)cd         | Spirale                | 02h 58m 03.4s | 35° 15′ 28″   | 4849 ± 4                | 12,15                 | 68,7 ± 4,8     | 111              |
| UGC 2465 | SA(s)cd         | Spirale                | 03h 00m 37.4s | 35° 10′ 09″   | 5068 ± 4                | 13,61                 | 72,0 ± 45,0    | 63               |
| UGC 2466 | Iam             | Irregolare magellanica | 03h 00m 37.0s | 35° 37′ 45″   | 4986 ± 3                | 12,143 ± 0,044a       | 70,8 ± 5,0     | 116              |
| UGC 2491 | SB(r)0/a        | Lenticolare            | 03h 01m 53.8s | 35° 44′ 00″   | 4875 ± 5                | 11,20                 | 69,1 ± 4,8     | 39               |
| UGC 2526 | Sb              | Spirale                | 03h 05m 43.3s | 36° 47′ 10″   | 4969 ± 4                | 11,67                 | 70,6 ± 5,0     | 250              |

- a Nel vicino infrarosso.

Il sito DeepskyLog permette di trovare agevolmente le costellazioni in cui sono situate le galassie; in alternativa si possono utilizzare le coordinate delle galassie per individuarle. Se non altrimenti indicato, le coordinate sono quelle fornite dal sito NASA/IPAC (National Aeronautics and Space Administration / Infrared Processing and Analysis Center).